# Ambrogio Romano
Ambrogio Romano (Tramonti, ... – Tramonti, 1510) è stato un vescovo cattolico italiano.

## Biografia
Nacque a Tramonti, fu parroco di Cesarano di Tramonti. Nel 1505 fu nominato cappellano di Giovanna d'Aragona. Il 7 settembre 1509 fu nominato vescovo di Minori. Morì nel 1510 a Tramonti. È sepolto in un sarcofago marmoreo nel convento di San Francesco di Tramonti.